# Heinz Trützschler von Falkenstein
Heinz Julius Hugo von Trützschler, Freiherr zum Falkenstein, kurz Heinz Trützschler von Falkenstein genannt (* 26. November 1902 in Nordhausen; † 6. Juni 1971 in München) war ein deutscher Botschafter.
Der Offizierssohn stammt aus der Linie Trützschler von Falkenstein des Adelsgeschlechts Trützschler. Er war evangelisch, verheiratet und hatte zwei Kinder.

## Leben

### Weimarer Republik
Heinz Trützschler von Falkenstein studierte nach dem Abitur Geschichtswissenschaft, Volkswirtschaft und Philosophie. Er war Mitglied der Studentenverbindung Rupertia Heidelberg. Im Juli 1924 wurde von der Friedrichs-Universität Halle mit Auszeichnung zum Dr. phil. promoviert. Titel seiner 1924 in Berlin publizierten Dissertation war „Bismarck und die Kriegsgefahr des Jahres 1887“. Von 1921 bis 1926 war er Hilfsarbeiter beim Auswärtigen Amt bei der Aktenpublikation Die große Politik der europäischen Kabinette. Es folgten bis 1928 Auslandsaufenthalte in England und den Vereinigten Staaten, finanziert durch ein Stipendium der Rockefeller-Stiftung. Von 1929 bis 1930 war er am Institut für Auswärtige Politik der Universität Hamburg bei Albrecht Mendelssohn Bartholdy beschäftigt. Von 1931 bis 1933 war er bei der Informationsabteilung des Völkerbundsekretariats in Genf tätig.

### Zeit des Nationalsozialismus
Nach dem Wahlsieg der Nationalsozialistischen Deutschen Arbeiterpartei bei der Reichstagswahl März 1933 war er von Anfang bis Mitte 1934 wissenschaftlicher Mitarbeiter der Kulturabteilung vom Auswärtigen Amt. In den Auswärtigen Dienst einberufen, war er ab 1934 Attaché und von 1936 bis 1939 Vizekonsul am Deutschen Konsulat in Genf. Nach der Zerschlagung der Rest-Tschechei war er von Mitte März bis Mitte Mai 1939 Legationssekretär bei der Deutschen Gesandtschaft Prag und danach bis Anfang September 1939 bei der Deutschen Botschaft in Warschau.
Von September 1939 bis zum Ende des Zweiten Weltkrieges war Trützschler von Falkenstein als Legationsrat im Auswärtigen Amt tätig und leitete dort ab 1941 die Unterabteilung Allgemeine Außenpolitik. Seine Beförderung zum Legationsrat II. Klasse erfolgte 1941, die zum Legationsrat I. Klasse 1944. Er war seit dem 1. Oktober 1940 Mitglied der NSDAP (Mitgliedsnummer 8.183.952). Während des Krieges beteiligte er sich redaktionell an der Herausgabe der Weißbücher, die die nationalsozialistische Außen- und Kriegspolitik rechtfertigen sollten, und „verfasste ‚Sprachregelungen‘ des Auswärtigen Amtes für die Auslandsmissionen“. 1943/44 war er persönlicher Referent von Friedrich Landfried in dessen zeitweiligen Zweitposition als Chef der Militärverwaltung Italien.

### Nachkriegszeit
Nachdem sich die Mitarbeiter des Auswärtigen Amts im Zuge der Schlacht um Berlin aus der Reichshauptstadt abgesetzt hatten, geriet Trützschler von Falkenstein bei Kriegsende in Bad Gastein mit weiteren Kollegen in Automatischen Arrest der Alliierten. Von 1946 bis 1949 war er im Hessischen Statistischen Landesamt tätig.
Er wurde am 25. August 1947 von Robert W. Kempner im Zuge der Nürnberger Prozesse vernommen. Trützschler von Falkenstein wurde 1948 nach einem Spruchkammerverfahren in Wiesbaden als Entlasteter entnazifiziert, u. a. weil er nicht in die Dienststelle Ribbentrop eingetreten war und „bei Beförderungen übergangen worden sei“.
Am 13. August 1949 wurde Heinz Trützschler von Falkenstein zum Oberregierungsrat ernannt. Ende 1949 gehörte er der Verbindungsstelle zur Alliierten Hohen Kommission im Bundeskanzleramt an. Am 22. November 1950  wurde er erneut vom Legationsrat I. Klasse ernannt. Ab 1951 war er wieder im Auswärtigen Dienst tätig, zunächst von 1951 bis 1955 als stellvertretender Leiter der Politischen Abteilung. In dieser Funktion war er 1951 Unterhändler des Auswärtigen Amts im Unterausschuss Kriegsgefangene. Danach war er als stellvertretender Delegationsleiter im Zuge der deutsch-israelischen Wiedergutmachungsverhandlungen tätig. Während dieser Zeit präsentierte ein Untersuchungsausschuss des Bundestages seine Ergebnisse über Trützschlers NS-Belastung und votierte wie folgt:

„Der Untersuchungsausschuß erhebt grundsätzlich keine Bedenken gegen eine Weiterbeschäftigung im Auswärtigen Amt, empfiehlt aber, bis auf weiteres keine Beförderungen auszusprechen. Der Ausschuß spricht sich gegen eine Verwendung von Dr. Trützschler von Falkenstein im Ausland aus.“

Der Untersuchungsausschuss begründete dies unter anderem wie folgt:

„Eine Verwendung des Mannes, der während des ganzen Krieges in der Politischen Abteilung ‚sprachregelnd‘ an der Gestaltung der Kriegspropaganda beteiligt gewesen ist, im Ausland würde das Ansehen der Bundesrepublik schädigen. Insbesondere hält es der Untersuchungsausschuß für untragbar, daß Dr. v. Trützschler als Referatsleiter des AA die Europa-Politik der Bundesrepublik repräsentiert.“

Von 1955 bis 1959 fungierte er als Leiter der Kulturabteilung im Auswärtigen Amt. Von 1959 bis 1963 war er Botschafter in Pakistan und von 1963 bis 1967 in Irland. Auch als er sich im Ruhestand befand, wurden ihm noch Sonderaufgaben übertragen. Trützschler wird im Braunbuch der DDR erwähnt. Er wurde am 6. Dezember 1960 mit dem Großen Bundesverdienstkreuz mit Stern ausgezeichnet.